# تپه نظام‌آباد پائین
تپه نظام آباد پائین مربوط به هزاره دوم قبل از میلاد است و در ۱۲ کیلومتری غرب گنبد کاووس واقع شده و این اثر در تاریخ ۲۳ فروردین ۱۳۴۶ با شمارهٔ ثبت ۷۲۹ به‌عنوان یکی از آثار ملی ایران به ثبت رسیده است.